# Kira Richards Hansen
Kira Richards Hansen er en dansk filminstruktør, uddannet på Arts University Bournemouth, England. 

## Filmografi
- Rodløs, instruktion, dansk kortfilm (2014)
- Fucking tøs, instruktion, dansk kortfilm (2013)
- En gang, instruktion, musikvideo til nummer på Malk De Koijn-albummet Toback to the Fromtime (2013)